# Îlet Madame
Ne doit pas être confondu avec Île Madame.
L'îlet Madame est un des îlets du Robert sur la côte Atlantique de la Martinique.
Situé dans le havre du Robert, en face de la pointe la Rose, il dépend de la commune du Robert.

## Histoire[1]
L'îlet doit son nom au fait que Madame Du Parquet, la femme du Gouverneur de la Martinique Jacques du Parquet (1636-1646 et 1647-1685) aimait s'y reposer dans les années 1650.
C'est l'îlet le plus fréquenté de la commune du Robert, car le seul ayant une anse sablonneuse permettant la baignade. Les dimanches de Pâques et de Pentecôte et les jours fériés on dénombre 250 à 300 personnes sur l'îlet. Les jours de pointe en période touristiques forte sont le mercredi et les jours de week-end. En moyenne, l'îlet accueille près de 150 personnes par jour. Il attire aussi les plaisanciers car il peut y avoir plus de 10 bateaux amarrés au ponton ou à proximité. Quelques pêcheurs viennent également en fin de journée nettoyer la coque de leur yole sur la petite anse sablonneuse au sud-ouest de l'îlet.

## Géographie[1]
C'est une coulée d'andésite qui a constitué l'îlet.
Un ponton construit en 2009, permet aux embarcations  d'accoster, pour permettre le débarquement des visiteurs sur cet l'îlet ombragé qui est équipé de plusieurs carbets.
L'îlet dispose d'une plage de sable fin aux eaux turquoise. Un sentier en fait le tour.
Son point le plus élevé se situe à 19 mètres d'altitude.
La faune est composée de  sucriers phale jaune, merles, tyran gris, parulines jaunes et élénies siffleuses.
Les arbres rencontrés sur l'îlet sont le poirier, le bois rameaux, le gommier rouge, le prunier bord de mer et le mûrier pays.

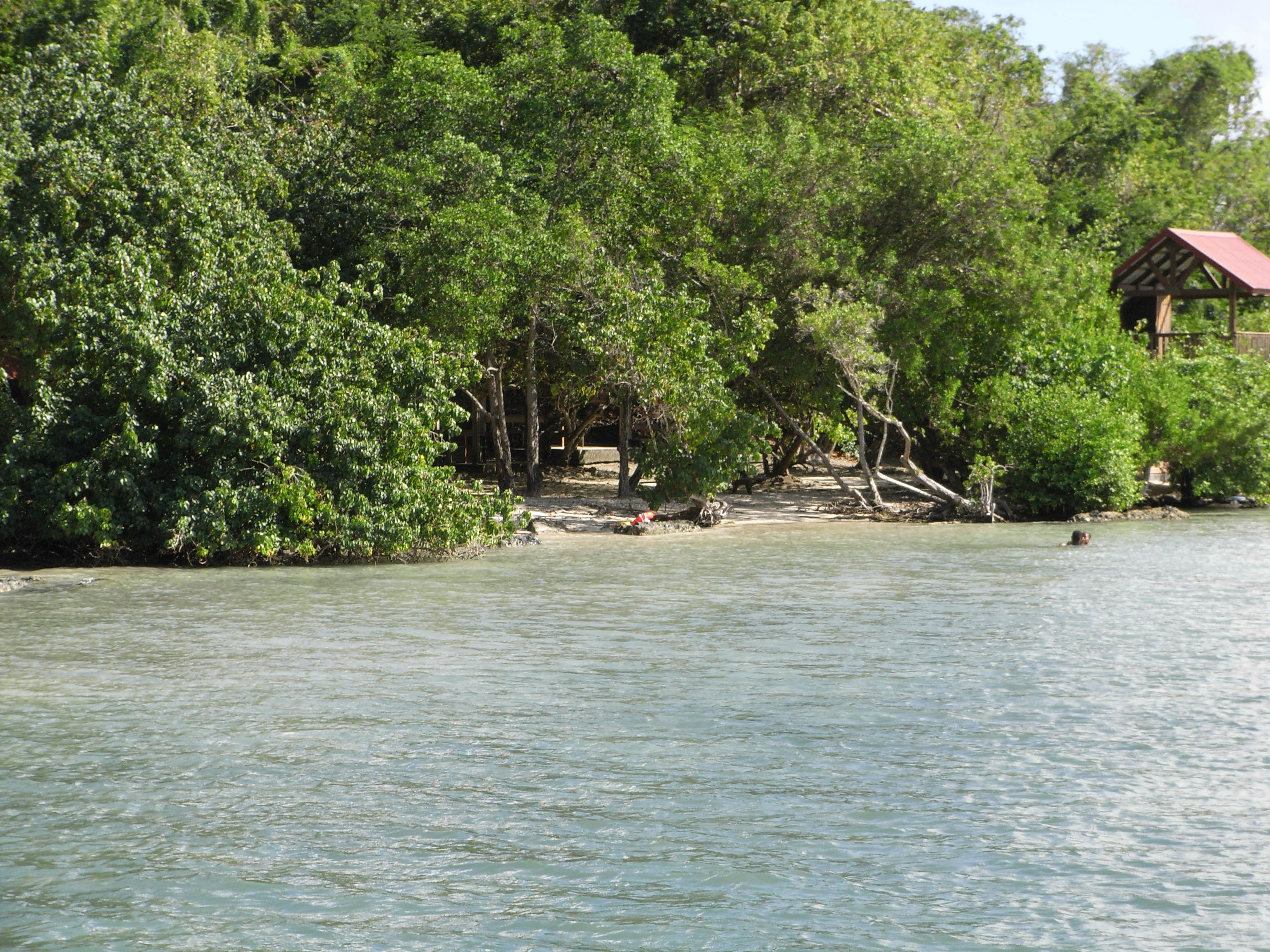
Plage de l'Îlet Madame